# Eecke
Eecke (westflämisch Eke, Aussprache [ɛk]) ist eine französische Gemeinde mit 1215 Einwohnern (Stand 1. Januar 2022) im Département Nord in der Region Hauts-de-France. Sie gehört zum Arrondissement Dunkerque und ist Mitglied im Gemeindeverband Cœur de Flandre Agglo. Die Bewohner werden Eeckois und Eeckoises genannt.

## Geografie

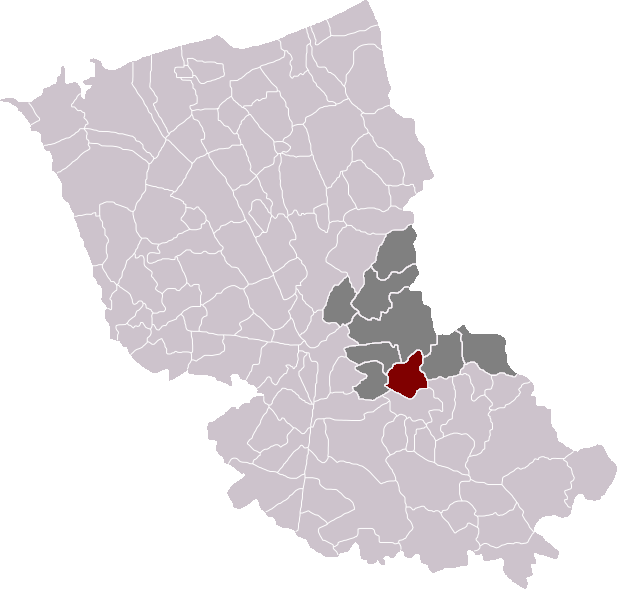
Lage von Eecke im Arrondissement Dunkerque

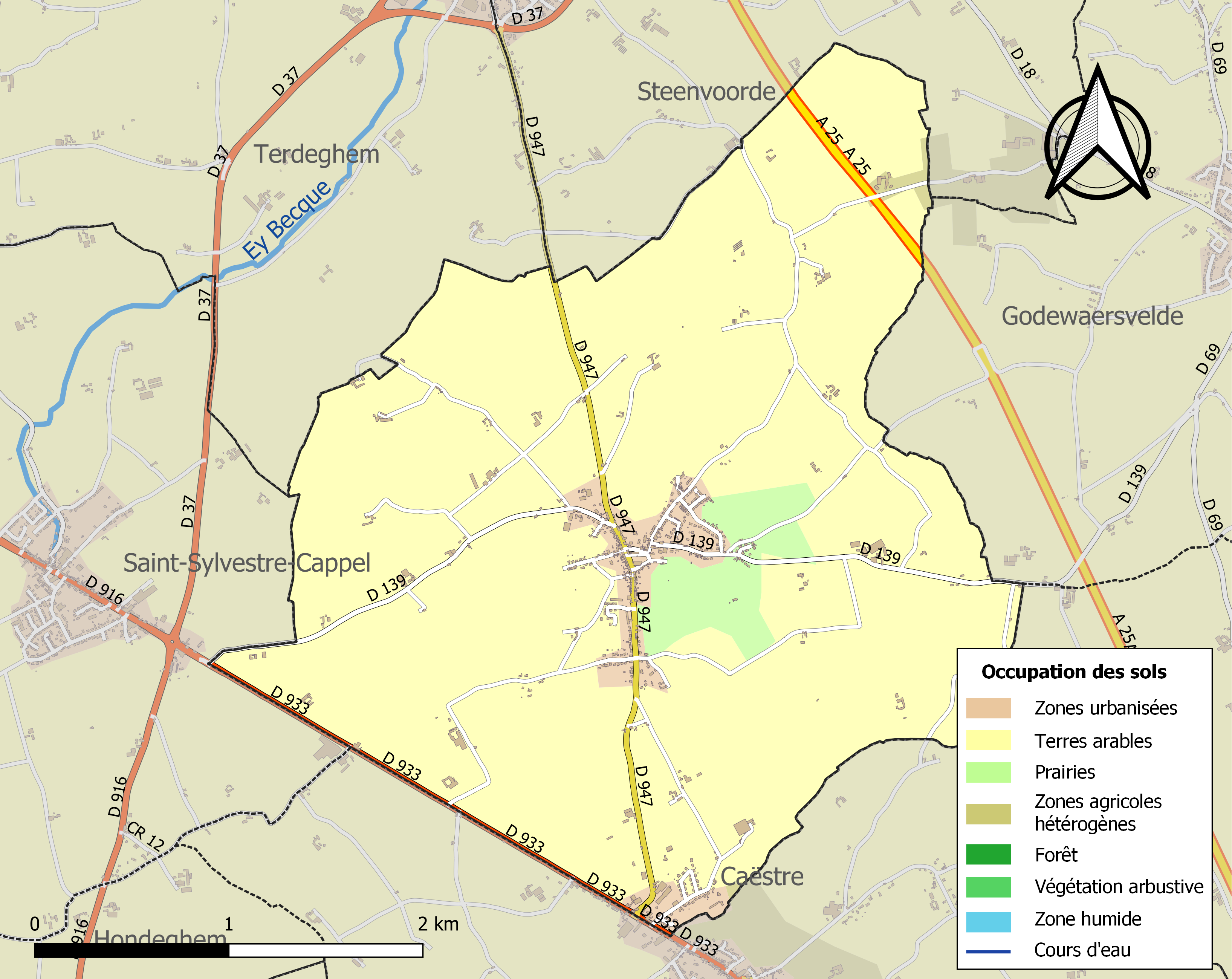
Bodennutzung und Infrastruktur der Gemeinde (2018)

Caëstre liegt in Französisch-Flandern, etwa 33 Kilometer südsüdöstlich von Dünkirchen und etwa fünf Kilometer südwestlich der Grenze zu Belgien. Die Gemeinde befindet sich in der Région naturelle Houtland in der Hügelkette der Monts de Flandres. 
Sie wird entwässert vom zeitweise trockenfallenden Flüsschen Wagen Brugge, vom Flüsschen Queue de Vache, von der Rommel Becque, vom zeitweise trockenfallenden Flüsschen Commanderie, von der Foëne Becque, auch Ruisseau du Galge genannt, vom zeitweise trockenfallenden Flüsschen Saint-Gilles und verschiedenen kleineren Bächen. Das Zentrum liegt etwas erhöht auf etwa 65 m. Das Gelände flacht nach Nordosten auf eine Höhe von etwa 25 m, im Süden auf etwa 30 m ab.
Etwa 96 % der Fläche der Gemeinde werden landwirtschaftlich genutzt, etwa 4 % entfallen auf bebaute Flächen (Stand: 2018).
Nachbargemeinden von Eecke sind Steenvoorde im Norden, Godewaersvelde im Nordosten, Flêtre im Südosten, Caëstre im Süden, Saint-Sylvestre-Cappel im Westen und Terdeghem im Nordwesten.

## Geschichte
Der Legende nach hatte sich der Mönch Saint Wulmer (* 620 im Boulonnais; † 697) drei Tage in einer hohlen Eiche vor Ort zurückgezogen. Anlässlich seines Todes errichtete und weihte man ihm 698 eine Kapelle. Sollte diese Legende einen wahren Kern haben, dann ist das Dorf, das im Laufe der Zeit auch Eke, Heec und Eyke sowie lateinisch Quercus und Quercetum genannt wurde, sehr alt. Der niederländische Name der Eiche lautet Eik, der flämische Eke. Die erste urkundliche Erwähnung des Dorfes findet man 1278 im Kopialbuch der Abtei Abbiette von Lille.

### Bevölkerungsentwicklung
| Jahr                       | 1963 | 1968 | 1975 | 1982 | 1990 | 1999 | 2006 | 2013 | 2020 |
| Einwohner                  | 837  | 790  | 681  | 789  | 804  | 872  | 1128 | 1194 | 1222 |
| Quellen: Cassini und INSEE |      |      |      |      |      |      |      |      |      |

## Sehenswürdigkeiten
- Kirche Saint-Wulmar
- Klockhuis, Glockenhaus aus dem 17. Jahrhundert, seit 1989 als Monument historique eingeschrieben[3]

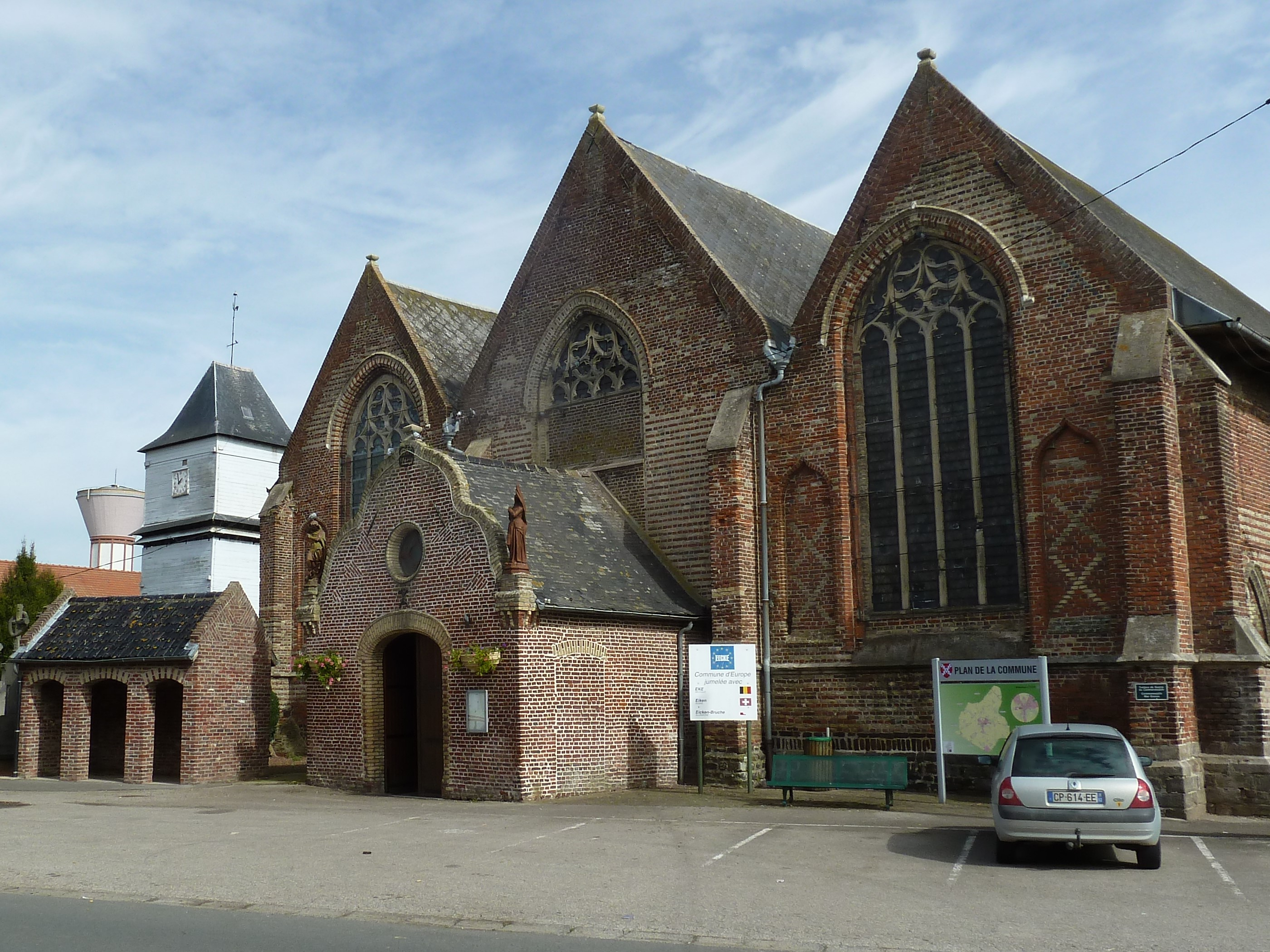
Kirche Saint-Wulmar
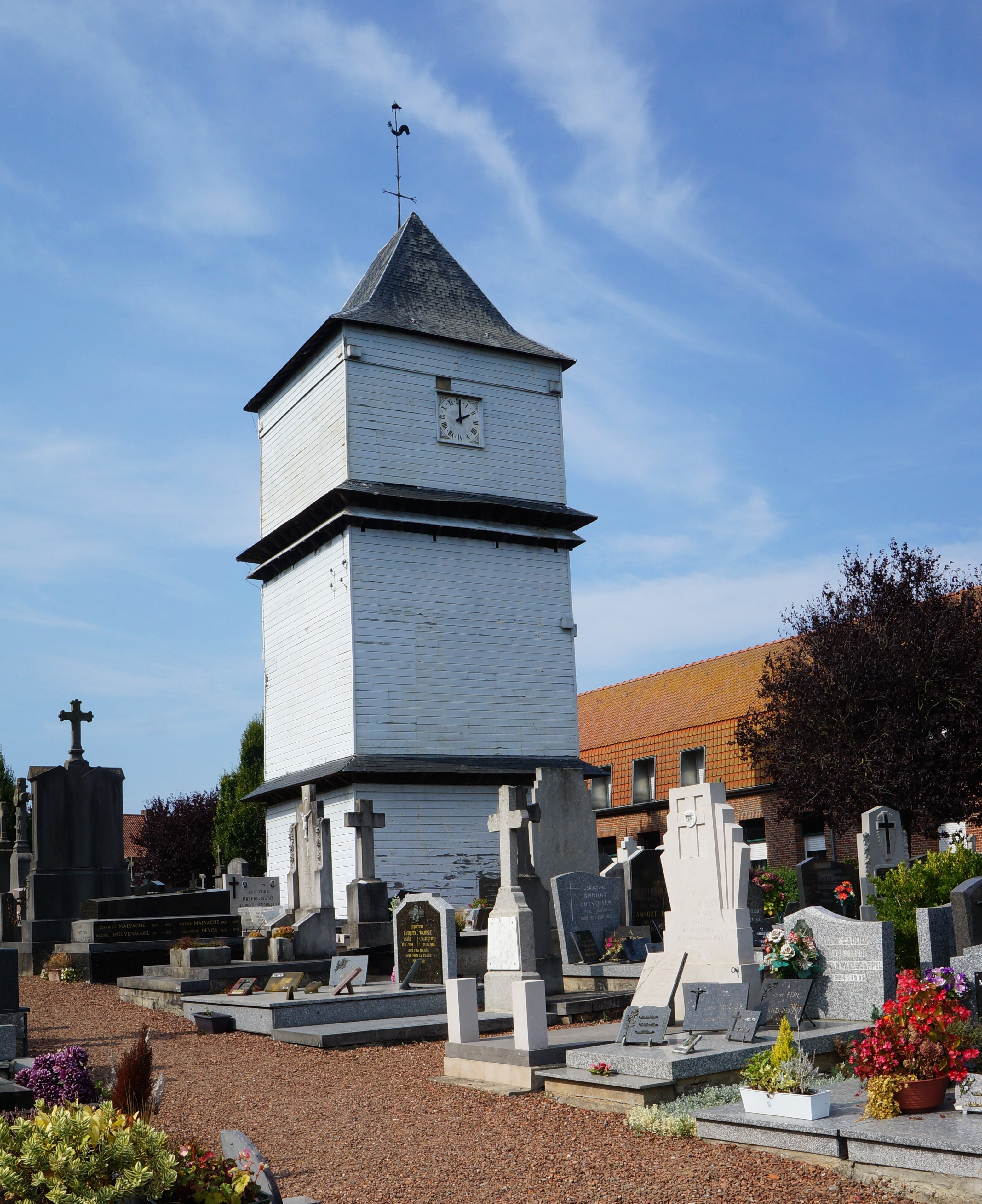
Klockhuis
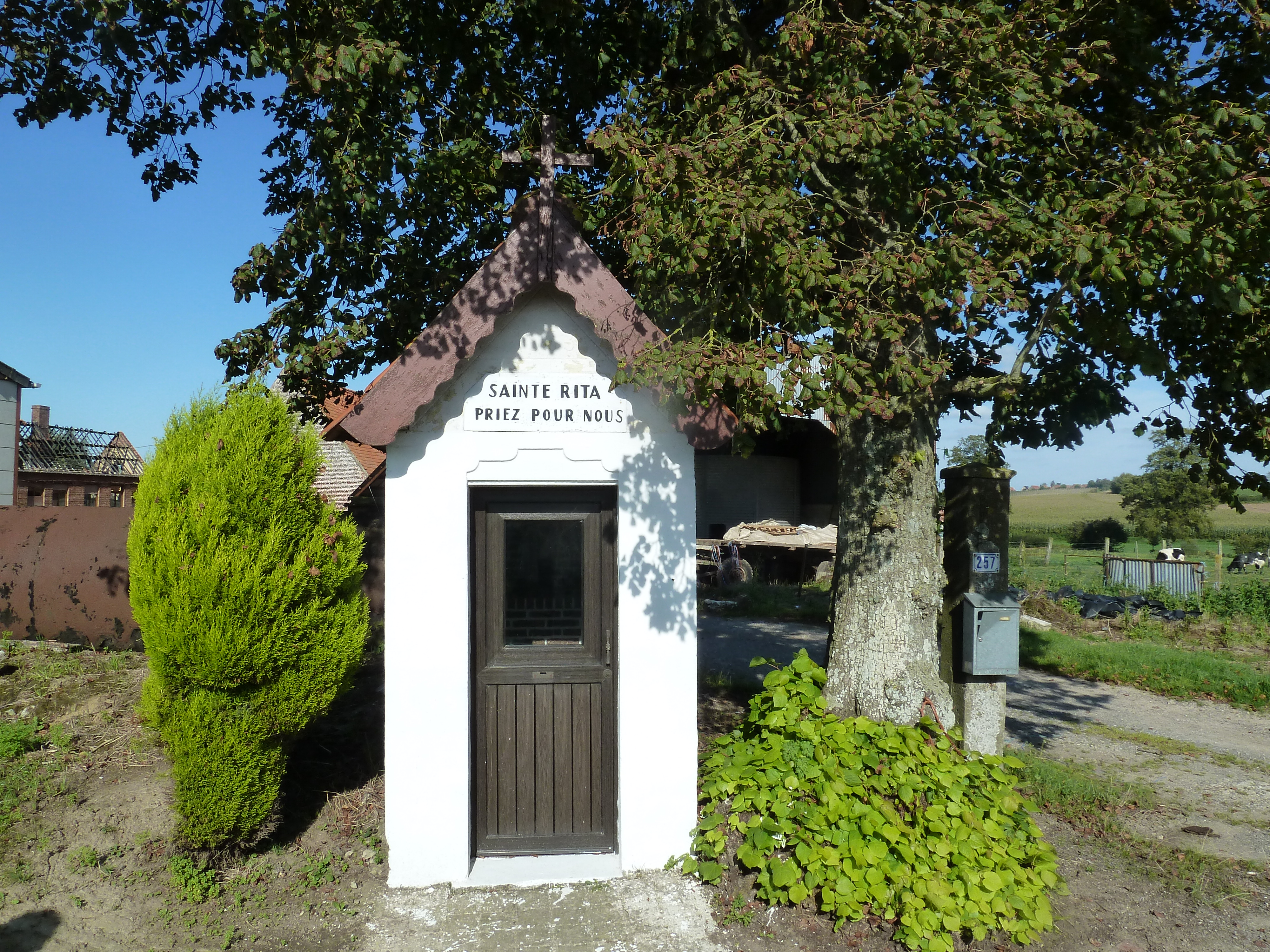
Oratorium Sainte-Rita
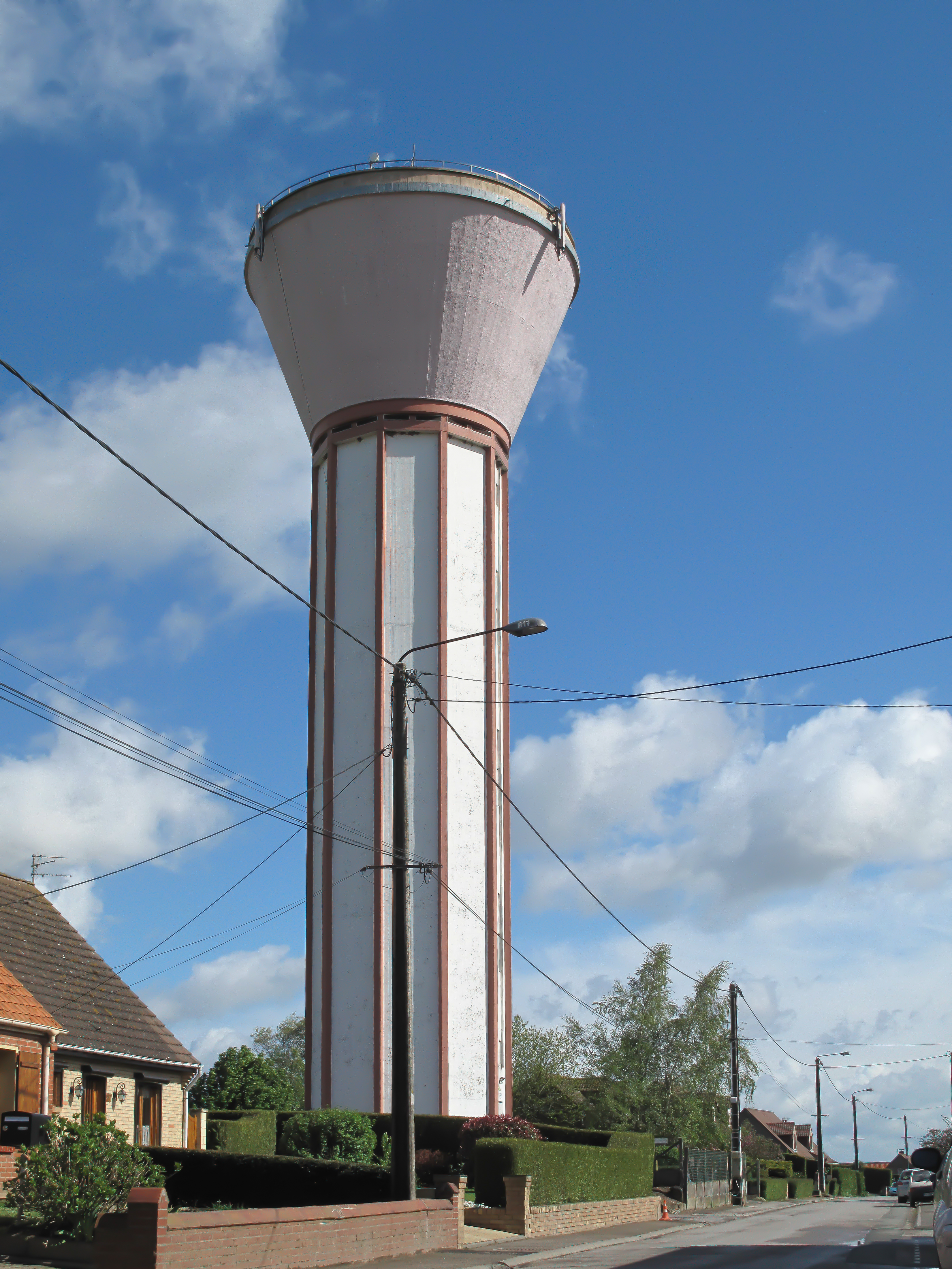
Wasserturm

## Verkehr
Die Autoroute A 25 von Lille nach Dünkirchen durchquert das nordöstliche Gemeindegebiet auf einer Länge von etwa einem Kilometer ohne Anschlussstelle. Die Departementsstraße D 933, die ehemalige Route nationale 42 von Boulogne-sur-Mer nach Lille, wird entlang der südwestlichen Gemeindegrenze geführt. Die Departementsstraße D 947, die ehemalige Route nationale 347 von Lens über Caëstre nach Bray-Dunes über Steenvoorde, durchquert die Gemeinde von Süd nach Nord. Die nachgeordnete D 139 verbindet Eecke mit Saint-Sylvestre-Cappel im Westen. Busse zweier Linien der Transportgesellschaft Arc-en-Ciel des Départements Nord verbinden Eecke mit Hazebrouck im Südwesten, Steenvoorde und Winnezeele im Norden, Boeschepe im Osten und Armentières über Bailleul im Südosten.

## Gemeindepartnerschaften
- Eke, Ortsteil von Nazareth, Ostflandern, Belgien (seit 1965)
- Eicken-Bruche, Ortsteil von Melle, Niedersachsen, Deutschland (seit 1965)
- Eiken, Kanton Aargau, Schweiz (seit 1965)

Das internationale „Fest der vier Eichen“ findet seit 1965 alle vier Jahre abwechslungsweise an den Orten Eicken-Bruche, Eke, Eiken und in Eecke statt.